# Sterrhochaeta antennata
Sterrhochaeta antennata là một loài bướm đêm trong họ Geometridae.